# Nós na Rua
Nós na Rua é um documentário português realizado e escrito por Luís Margalhau. Estreou-se nos cinemas de Portugal a 25 de junho de 2015.